# 東戈爾登瓦利 (北達科他州)
東戈爾登瓦利（英語：East Golden Valley）是位於美國北達科他州戈爾登瓦利縣的一個未組織地區。

## 地方資料
東戈爾登瓦利的面積為184.66平方千米，當中陸地面積為184.29平方千米，而水域面積為0.37平方千米。根據2010年美國人口普查的數據，當地共有人口19人，而人口密度為每平方千米0.1人。